# Bandar-e Chārak
Bandar-e Chārak (persiska: بَندِ چارَك, چارک, بندر چارک) är en ort i Iran.   Den ligger i provinsen Hormozgan, i den södra delen av landet, 1 000 km söder om huvudstaden Teheran. Bandar-e Chārak ligger 5 meter över havet och antalet invånare är 2 958.
Terrängen runt Bandar-e Chārak är platt österut, men åt nordväst är den kuperad. Havet är nära Bandar-e Chārak söderut. Runt Bandar-e Chārak är det glesbefolkat, med 11 invånare per kvadratkilometer. Bandar-e Chārak är det största samhället i trakten. 